# Astragalus peregrinus
Astragalus peregrinus là một loài thực vật có hoa trong họ Đậu. Loài này được Vahl miêu tả khoa học đầu tiên.